# Operação Trojan Shield
A Operação Trojan Shield, também conhecida como Operação Ironside foi uma colaboração de agências policiais de vários países, em funcionamento entre 2018 e 2021, que interceptou milhões de mensagens enviadas através do aplicativo de mensagens para smartphones ANOM (também denominado AN0M ou ANØM). O serviço ANOM era amplamente utilizado por criminosos, mas em vez de fornecer comunicação segura, era, na verdade, um cavalo de troia distribuído secretamente pelo Departamento Federal de Investigação dos Estados Unidos (FBI) e pela Polícia Federal Australiana (AFP), permitindo-lhes monitorar todas as comunicações. Através da colaboração com outras agências de aplicação da lei em todo o mundo, a operação resultou na prisão de mais de 800 suspeitos supostamente envolvidos em atividades criminosas, em 16 países. Entre as pessoas presas estavam supostos membros da máfia italiana sediada na Austrália, o crime organizado albanês, gangues de motociclistas fora-da-lei, sindicatos de drogas e outros grupos criminosos.

## Histórico
O fechamento da empresa canadense de mensagens seguras Phantom Secure em março de 2018 deixou os criminosos internacionais com necessidade de um sistema alternativo para uma comunicação segura. Na mesma época, a filial do FBI de San Diego vinha trabalhando com um indivíduo que vinha desenvolvendo um dispositivo criptografado de "próxima geração" para uso por redes criminosas. A pessoa estava enfrentando acusações e cooperou com o FBI em troca de uma pena reduzida. O indivíduo se ofereceu para desenvolver ANOM e depois distribuí-lo aos criminosos através de suas redes existentes.
Os primeiros dispositivos de comunicação com a ANOM foram oferecidos por este informante a três antigos distribuidores da Phantom Secure em outubro de 2018.
O FBI também negociou com um terceiro país (sem nome) para estabelecer uma interceptação de comunicação, mas com base em uma ordem judicial que permitia passar as informações de volta para o FBI. Desde outubro de 2019, as comunicações ANOM transmitiram-se ao FBI a partir deste terceiro país.
O FBI nomeou a operação de "Trojan Shield", e a AFP lhe deu o nome de "Ironside".

## Distribuição e utilização

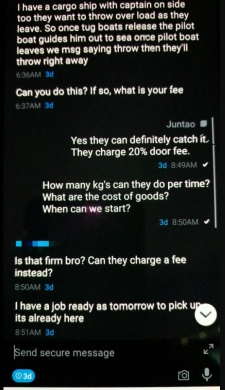
Captura de tela do aplicativo ANOM

Os dispositivos ANOM consistiam de um aplicativo de mensagens executado em smartphones que foi especialmente modificado para desativar funções normais como chamada de voz, e-mail ou serviços de localização. Após verificar se a funcionalidade normal estava desativada, os aplicativos de mensagens se comunicavam então entre si mediante servidores proxy supostamente seguros, que copiavam depois todas as mensagens enviadas para servidores controlados pelo FBI. O FBI poderia então descriptografar as mensagens com uma chave privada associada à mensagem, sem nunca precisar de acesso remoto aos dispositivos. Os dispositivos também tinham um número de identificação fixo atribuído a cada usuário, permitindo que as mensagens de um mesmo usuário fossem conectadas entre si.
Cerca de 50 dispositivos foram distribuídos na Austrália para testes beta a partir de outubro de 2018. As comunicações interceptadas mostraram que cada dispositivo era usado para atividades criminosas, sendo usado principalmente por gangues criminosas organizadas.
Uso do aplicativo espalhado por boca a boca, e também foi encorajado por agentes infiltrados; O ex-traficante de drogas Hakan Ayik foi identificado "como alguém de confiança que poderia distribuir com sucesso esta plataforma", e sem seu conhecimento foi encorajado por agentes infiltrados a usar e vender os dispositivos no mercado negro, expandindo ainda mais seu uso. Depois que os usuários dos dispositivos solicitaram telefones menores e mais novos, novos dispositivos foram projetados e vendidos.
Após um início lento, a taxa de distribuição de ANOM aumentou a partir de meados de 2019. Em outubro de 2019, havia várias centenas de usuários. Em maio de 2021, havia 11 800 dispositivos com ANOM instalados, dos quais cerca de 9 000 estavam em uso. A Nova Zelândia tinha 57 usuários do sistema de comunicação ANOM.  A polícia sueca teve acesso a conversas de 1 600 usuários, das quais eles concentraram sua vigilância em 600 usuários. A Europol declarou que 27 milhões de mensagens foram coletadas de dispositivos ANOM em mais de 100 países.
Houve algum ceticismo em relação ao aplicativo; um post no blog WordPress de março de 2021 chamou o aplicativo de esquema após descobrir conexões com servidores do Google, bem como servidores nos Estados Unidos e na Austrália.

## Detenções e reações
A sting operation culminou em mandados de busca que foram executados simultaneamente em todo o mundo em 8 de junho de 2021. Não está totalmente claro porque esta data foi escolhida, mas as organizações jornalísticas especularam que ela poderia estar relacionada a um mandado de acesso ao servidor que expira em 7 de junho. O histórico da sting operation e sua natureza transnacional foi revelado após a execução dos mandados de busca. Mais de 800 pessoas foram presas em 16 países. Entre as pessoas presas estavam supostos membros da máfia italiana sediada na Austrália, o crime organizado albanês, gangues de motociclistas fora-da-lei, sindicatos de drogas e outros grupos criminosos. Na União Europeia, as detenções foram coordenadas através da Europol. Também foram feitas prisões no Reino Unido, embora a Agência Nacional do Crime do Reino Unido não estivesse disposta a fornecer detalhes sobre o número de prisões.
As provas apreendidas incluíam quase 40 toneladas de drogas (mais de oito toneladas de cocaína, 22 toneladas de cannabis e resina de cannabis, seis toneladas de precursores de drogas sintéticas, duas toneladas de drogas sintéticas), 250 armas, 55 carros de luxo e mais de 48 milhões de dólares em várias moedas e moedas criptográficas. Na Austrália, 224 pessoas foram presas com um total de 526 acusações. Na Nova Zelândia, 35 pessoas foram presas e enfrentaram um total de 900 acusações. A polícia apreendeu 3,7 milhões de dólares americanos em bens, incluindo 14 veículos, drogas, armas de fogo e mais de um milhão de dólares americanos em dinheiro.
Ao longo dos três anos, mais de 9 000 policiais em 18 países estiveram envolvidos na sting operation. O primeiro-ministro australiano Scott Morrison disse que a sting operation havia "dado um duro golpe contra o crime organizado". A Europol a descreveu como "a maior operação policial de sempre contra a comunicação criptografada".
Na Suécia, 155 pessoas foram presas como parte da operação. Segundo a polícia na Suécia que recebeu informações do FBI, durante uma fase inicial da operação descobriu-se que muitos dos suspeitos estavam na Suécia. Os suspeitos na Suécia foram notados por uma taxa mais alta de crimes violentos.